# ویکا جیگولینا
ویکا جیگولینا (به انگلیسی: Vika Jigulina) (زاده ۱۸ فوریه ۱۹۸۶) خواننده اهل رومانی است.